# Lundsbacken
Lundsbacken är en bebyggelse sydost om Norrköping i Styrstads socken i Norrköpings kommun. Från 2023 avgränsar SCB här en småort.